# Twilight Dementia (Live)
Twilight Dementia es el primer álbum en vivo de la agrupación británica DragonForce, el cual fue lanzado el 13 de septiembre de 2010 por la discográfica Roadrunner Records en el Reino Unido y un día después en los Estados Unidos. 
Las canciones del álbum fueron tomadas de un total de 19 presentaciones que realizó la banda en diferentes localidades británicas durante su gira por el Reino Unido en 2009 por la promoción de su álbum Ultra Beatdown.
Este nuevo trabajo en directo contó con el apoyo del director Kart Groom en la producción y fue distribuido en conjunto con Roadrunner Records y Spinefarm Records.
Es el último en contar con las voces de ZP Theart

## Canciones
Disco 1

Todas las canciones escritas y compuestas por Canciones. 
| N.º | Título                                            | Duración |  |
| 1.  | «Heroes of Our Time»                              | 7:47     |  |
| 2.  | «Operation Ground and Pound»                      | 8:38     |  |
| 3.  | «Reasons to live»                                 | 6:32     |  |
| 4.  | «Fury Of the Storm»                               | 6:49     |  |
| 5.  | «Fields of Despair»                               | 5:56     |  |
| 6.  | «Starfire»                                        | 6:10     |  |
| 7.  | «Soldiers of the Wasteland»                       | 10:21    |  |
| 8.  | «Disciples of Babylon (Sólo en edición japonesa)» | 3:57     |  |

Disco 2

Todas las canciones escritas y compuestas por Canciones. 
| N.º | Título                                  | Duración |  |
| 1.  | «My Spirit Will Go On»                  | 8:02     |  |
| 2.  | «Where Dragons Rule»                    | 5:57     |  |
| 3.  | «The Last Journey Home»                 | 8:43     |  |
| 4.  | «Valley of the Damned»                  | 8:13     |  |
| 5.  | «Strike of the Ninja»                   | 4:24     |  |
| 6.  | «Through the Fire and Flames»           | 8:24     |  |
| 7.  | «Black Fire (Sólo en edición japonesa)» | 6:11     |  |

## Personal
- ZP Theart – Voz
- Herman Li – Guitarra, voz
- Sam Totman – Guitarra rítmica, voz
- Vadim Pruzhanov – Teclado, piano, voz
- Dave Mackintosh – Batería, voz
- Frédéric Leclercq – Bajo, voz